# Tessmannianthus calcaratus
Tessmannianthus calcaratus är en tvåhjärtbladig växtart som först beskrevs av Henry Allan Gleason, och fick sitt nu gällande namn av John Julius Wurdack. Tessmannianthus calcaratus ingår i släktet Tessmannianthus och familjen Melastomataceae. Inga underarter finns listade i Catalogue of Life.